# Repino
Repino (Russisch: Репино) is een voorstadje (nederzetting met stedelijk karakter) van Sint-Petersburg, Rusland. Het is gelegen in het district Koerortny. Het is ongeveer 30 kilometer van het stadscentrum van Sint-Petersburg verwijderd, en dankzij de gunstige ligging aan de Nevabaai, het meest oostelijke deel van de Finse Golf, is het een bekend kuuroord. Tot 1948 stond het plaatsje bekend onder de Finse naam Kuokkala, maar werd toen hernoemd naar zijn beroemdste inwoner, de schilder Ilja Repin. Het aantal inwoners is 2011 (volkstelling 2002).

## Geschiedenis
In het begin van de 20e eeuw was Repino (toen Kuokkala) onderdeel van het grootvorstendom Finland, een deel van het Russische Rijk. Kort na de Oktoberrevolutie in 1917 verklaarde Finland zich onafhankelijk van Rusland. Toen de Karelische Landengte door Finland werd afgestaan aan de Sovjet-Unie na de Winteroorlog en de Vervolgoorlog (1939–1944), werd het Russisch.

## Penates
In 1899 kocht Ilja Repin een landgoed in Kuokkala en noemde dat Penati (Russisch: Пенаты; Penates - Romeinse huisgoden). Hij ontwierp zijn eigen huis, en ging er wonen in 1903. Hij zou daar tot zijn dood in 1930 blijven leven. Het landgoed heeft een groot park.
Het landgoed staat op de UNESCO Werelderfgoedlijst en is een museum sinds 1940.
|  |  |
|  |  |

## Bekende inwoners
- Ilja Repin woonde in Kuokkala vanaf het begin van de 20e eeuw tot aan zijn dood in 1930.
- Ivan Poeni, avant-garde kunstenaar, geboren in Kuokkala in 1894.
- Michail Botvinnik, Wereldkampioen schaken, geboren in Kuokkala in 1911.